# Wërapara, chicas trans
Wërapara, chicas trans es un documental colombiano dirigido por Claudia Fischer y estrenado en salas de cine colombianas en junio de 2023. Relata la historia y los desafíos de seis mujeres transexuales pertenecientes a la comunidad Emberá Chamí que se han abierto paso en el mundo de la moda.

## Sinopsis
En las alturas de los Andes colombianos, un grupo de mujeres transexuales de la comunidad Emberá Chamí ha tejido una historia de resistencia, arte e identidad. Marcela, Jaima, Alexa, Roxana, Gina y Pamela viven en el resguardo indígena Karmata Rúa, donde cultivan café, elaboran artesanías y cuidan de sus hogares, mientras honran el legado de sus ancestros.
Estas mujeres, conocidas en su lengua originaria como wërapara, han enfrentado un entorno adverso, pero han elegido vivir con autenticidad, afirmando con valentía su identidad de género. A través de su trabajo como tejedoras y diseñadoras, han llevado los saberes de su cultura hasta espacios de visibilidad, incluso en escenarios relacionados con la moda y el arte contemporáneo en Colombia y en otros países.

## Producción y estreno
El documental fue dirigido y escrito por Claudia Fischer, y la idea de realizarlo se originó luego de conocer el trabajo de las chicas trans en un evento de modas de Laura Laurens realizado en Londres. Esto la llevó a conocer la reserva de Karmata Rúa y las vidas de las protagonistas más de cerca.  Felipe Paz se desempeñó como director de fotografía y asimismo como codirector,  mientras que Eloísa Arcila, se encargó junto con Manuel Sánchez de partes del sonido, asimismo Claudia Fischer hizo sonido directo y de otra parte Santiago Lozano se encargó de la musicalización. El diseño de sonido estuvo a cargo de Camilo Montilla .Contó con la labor de posproducción de Danniela Castro Valencia y María Fernanda Barrientos .
Antes de su estreno en las salas de cine colombianas en junio de 2023, el documental fue exhibido en más de una veintena de festivales de cine a nivel nacional e internacional en 2022, como el Porto Femme International Film Festival en Portugal, el Sarasota Native American Film Festival en Estados Unidos, el Festival Internacional de Cine de Santander, la Muestra de Cine Daupará, el Queer International Film Festival en Francia y All that Moves International Film Festival en Brasil, entre otros.

## Recepción

### Premios y reconocimientos
El filme obtuvo menciones especiales en el Seoul International Monthly Film Festival, el Sofia Art Film Award, el Titan International Film Festival y el Kiez Berlin Film Festival, todos en 2022.

### Crítica profesional
André Dydime-Dome de la revista Rolling Stone le otorgó tres estrellas y media de cinco posibles y opinó: «El documental de Fischer funciona mejor cuando la mirada distante hacia un universo diferente para quienes están fuera del entorno de las chicas se reemplaza por una mirada cercana y empática que nos permite entender que las Wërapara son mujeres que aman, trabajan, ríen, lloran y, en últimas, son seres humanos como todos nosotros».  Paula Jaramillo del portal de la Universidad Distrital Francisco José de Caldas lo definió como un proyecto que «aborda la diversidad, la amistad, la solidaridad y ante todo la identidad de género. Un relato que entreteje las historias de mujeres que han elegido vivir a través del amor por su resguardo indígena». La reseña del diario El Tiempo afirma que es una película con la capacidad de «cambiar la percepción y abrir el espectro de quienes lo vean».